# Eliza Pareńska
Eliza Pareńska (n. 25 octombrie 1888, Cracovia, Austro-Ungaria – d. 3 aprilie 1923, Cracovia, Polonia) a fost soția poetului Edward Leszczyński și una dintre cele mai faimoase muze din perioada mișcării artistice Tânăra Polonie.

## Biografie
Născută în 1888, a avut două surori (Maryna și Zofia) și un frate pe nume Jan și era cea mai mică din cei patru frați. Tatăl ei era medicul Stanisław Pareński, iar mama ei, Eliza, născută Mühleisen, conducea un salon cunoscut în Cracovia, pe care îl frecventau tineri artiști polonezi. Nu a avut o stare bună de sănătate de când era copil și, de asemenea, a simțit o teamă de interacțiuni sociale, pe care a combătut-o încă din copilărie prin consumul de alcool. A urmat studii la prestigiosul Gimnaziu privat pentru fete „Emilia Plater”, dar în 1904, după căsătoria ambelor surori, a suferit o criză nervoasă și și-a continuat educația după un program individual de studiu. Tot atunci a devenit dependentă de morfină, care a făcut-o să depășească mai ușor teama de interacțiuni sociale.
Soțul ei a fost poetul Edward Leszczyński, cu care s-a căsătorit la 18 ianuarie 1910 la Cracovia. Căsătoria a fost inițial fericită, dar a început să se deterioreze rapid. Cuplul a avut un fiu pe nume Witold, care s-a născut în 1912.
În 1916 a urmat un tratament pentru dependența de droguri la Davos (Elveția). După moartea părinților ei, a locuit împreună cu soțul și cu fiul ei în casa pe care a moștenit-o, dar după moartea soțului ei în 1921 a vândut palatul. Lipsa competenței de gestionare a banilor a dus la o pierdere rapidă a economiilor și la o creștere a dependenței de droguri. În decembrie 1922 a urmat o cură de dezintoxicare la Arlesheim, care a durat trei luni. În ciuda faptului că terapia a avut succes, a suferit o cădere nervoasă după ce s-a întors în Polonia și s-a sinucis la 3 aprilie 1923. A fost înmormântată în Cimitirul Rakowicki din Cracovia (secțiunea O).
Pareńska a pozat în mod repetat pentru pictorii care au vizitat salonul părinților ei, cele mai faimoase portrete fiind cele create de Stanisław Wyspiański: un portret printre mușcate din 25 mai 1905 (sunt cunoscute trei versiuni, inclusiv una la Muzeul Național din Kielce și alte două în colecții private) și Un dublu portret al Elizei Pareńska din 26-27 mai 1905.